# Selene en Endymion
Selene en Endymion is een schilderij van Gerard de Lairesse in het Rijksmuseum in Amsterdam.

## Voorstelling
De voorstelling is ontleend aan het verhaal van Selene en Endymion. Selene is in de Griekse mythologie een maangodin, die vaak vereenzelvigd wordt met Artemis (of Diana). Ze is te herkennen door de maansikkel in haar diadeem. Selene was verliefd op de herder Endymion, maar vanwege haar kuisheid durfde ze hem alleen 's nachts te bezoeken als hij sliep. Eros (of Cupido), de god van de liefde leidt haar onder de volle maan naar Endymion, die linksonder ligt te slapen.

## Herkomst
Het werk werd geschilderd als onderdeel van de decoratie van de slaapkamer van Mary Stuart in het huidige Paleis Soestdijk. Van dit decoratieprogramma zijn nog twee werken bewaard gebleven, die ook de liefde als onderwerp hebben: Venus en Mars als minnaars en Mercurius gelast Calypso om Odysseus te laten vertrekken. De werken werden vermoedelijk in 1795 genationaliseerd en tussen 1797 en 1799 overgebracht naar de Nationale Konst-Galerij in Huis ten Bosch in Den Haag. In 1808 werden ze overgebracht naar het Koninklijk Museum in Amsterdam, de voorloper van het Rijksmuseum.